# Atletismo nos Jogos Olímpicos de Verão de 2016 - Arremesso de peso masculino

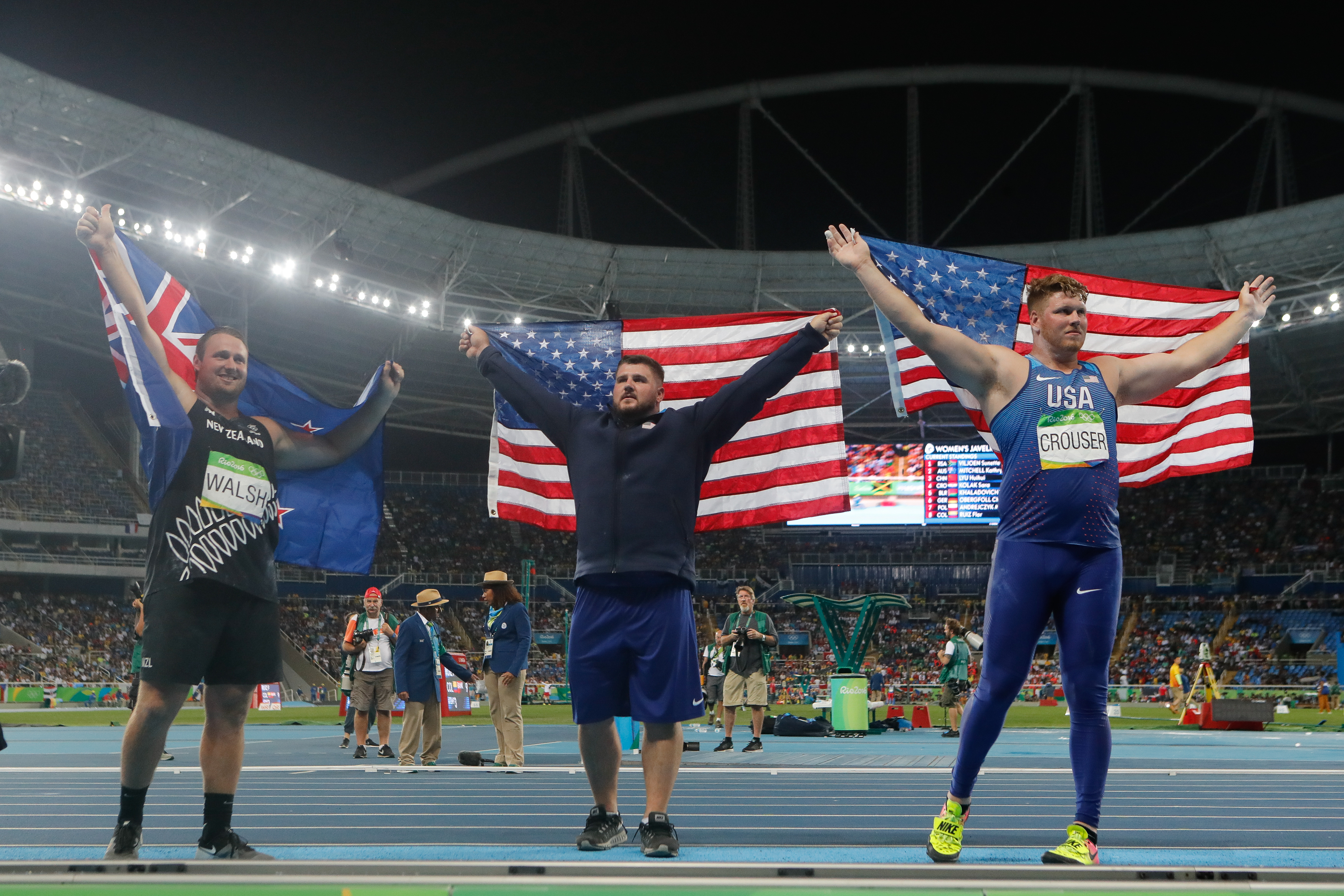
Medalhistas celebram após a conclusão da prova.

A competição do arremesso de peso masculino do atletismo nos Jogos Olímpicos de Verão de 2016 aconteceu no dia 18 de agosto no Estádio Olímpico.

## Calendário
Horário local (UTC-3).
| Data                         | Horário | Fase          |
| ---------------------------- | ------- | ------------- |
| Quinta, 18 de agosto de 2016 | 9:55    | Eliminatórias |
| Quinta, 18 de agosto de 2016 | 20:30   | Final         |

## Medalhistas
| Ouro   | USA Ryan Crouser |
| Prata  | USA Joe Kovacs   |
| Bronze | NZL Tomas Walsh  |

## Recordes
Antes desta competição, os recordes mundiais e olímpicos da prova eram os seguintes:
| Tipo | Atleta         | Marca   | Local       | Data                   |
| ---- | -------------- | ------- | ----------- | ---------------------- |
|      | Randy Barnes   | 23,12 m | Los Angeles | 20 de maio de 1990     |
|      | Ulf Timmermann | 22,47 m | Seul        | 23 de setembro de 1988 |

Os seguintes novos recordes foram estabelecidos durante esta competição:
| Data         | Prova | Atleta       | Nacionalidade  | Marca   | Recordes         |
| ------------ | ----- | ------------ | -------------- | ------- | ---------------- |
| 18 de agosto | Final | Ryan Crouser | Estados Unidos | 22,52 m | Recorde olímpico |

## Resultados

### Eliminatórias
Qualificação: 20,65m (Q) ou os 12 melhores qualificados (q) avançam para as finais.
| Pos. | Grupo | Atleta             | CON                          | #1    | #2    | #3    | Resultado | Notas |
| ---- | ----- | ------------------ | ---------------------------- | ----- | ----- | ----- | --------- | ----- |
| 1    | B     | Ryan Crouser       | USA Estados Unidos           | 21.59 |       |       | 21.59     | Q     |
| 2    | B     | Tomas Walsh        | NZL Nova Zelândia            | 21.03 |       |       | 21.03     | Q     |
| 3    | B     | Darlan Romani      | BRA Brasil                   | 20.94 |       |       | 20.94     | Q,    |
| 4    | A     | Jacko Gill         | NZL Nova Zelândia            | 20.19 | 19.80 | 20.80 | 20.80     | Q     |
| 5    | A     | Joe Kovacs         | USA Estados Unidos           | 19.59 | 20.73 |       | 20.73     | Q     |
| 6    | B     | Konrad Bukowiecki  | POL Polônia                  | x     | 20.71 |       | 20.71     | Q     |
| 7    | A     | Tomasz Majewski    | POL Polônia                  | 19.87 | 20.56 | 20.15 | 20.56     | q     |
| 8    | A     | Stipe Žunić        | CRO Croácia                  | 20.52 | 20.47 | 20.32 | 20.52     | q     |
| 9    | B     | Damien Birkinhead  | AUS Austrália                | 20.32 | 20.41 | 20.50 | 20.50     | q     |
| 10   | B     | David Storl        | GER Alemanha                 | 20.47 | x     | 20.30 | 20.47     | q     |
| 11   | A     | Franck Elemba      | CGO Congo                    | 19.94 | 19.94 | 20.45 | 20.45     | q     |
| 12   | B     | O'Dayne Richards   | JAM Jamaica                  | 19.38 | 20.40 | x     | 20.40     | q     |
| 13   | A     | Andrei Gag         | ROU Romênia                  | x     | x     | 20.40 | 20.40     |       |
| 14   | A     | Borja Vivas        | ESP Espanha                  | 19.62 | 20.25 | 20.21 | 20.25     |       |
| 15   | B     | Asmir Kolašinac    | SRB Sérvia                   | 19.86 | x     | 20.16 | 20.16     |       |
| 16   | A     | Tim Nedow          | CAN Canadá                   | x     | 20.00 | 19.72 | 20.00     |       |
| 17   | B     | Carlos Tobalina    | ESP Espanha                  | 19.98 | 19.81 | x     | 19.98     |       |
| 18   | B     | Michał Haratyk     | POL Polônia                  | 19.36 | x     | 19.97 | 19.97     |       |
| 19   | A     | Germán Lauro       | ARG Argentina                | 19.89 | 19.56 | 19.61 | 19.89     |       |
| 20   | A     | Tomáš Staněk       | CZE República Checa          | 19.76 | x     | 19.64 | 19.76     |       |
| 21   | B     | Filip Mihaljević   | CRO Croácia                  | 19.18 | 19.69 | 19.52 | 19.69     |       |
| 22   | A     | Tobias Dahm        | GER Alemanha                 | 19.62 | 19.59 | 19.34 | 19.62     |       |
| 23   | A     | Darrell Hill       | USA Estados Unidos           | 18.99 | 19.56 | 19.50 | 19.56     |       |
| 24   | B     | Mesud Pezer        | BIH Bósnia e Herzegovina     | 19.06 | 19.29 | 19.55 | 19.55     |       |
| 25   | B     | Georgi Ivanov      | BUL Bulgária                 | 19.08 | 19.49 | x     | 19.49     |       |
| 26   | A     | Hamza Alić         | BIH Bósnia e Herzegovina     | 19.48 | x     | x     | 19.48     |       |
| 27   | A     | Nicholas Scarvelis | GRE Grécia                   | 19.07 | x     | 19.37 | 19.37     |       |
| 28   | A     | Stephen Mozia      | NGR Nigéria                  | x     | x     | 18.98 | 18.98     |       |
| 29   | B     | Tsanko Arnaudov    | POR Portugal                 | x     | 18.88 | x     | 18.88     |       |
| 30   | A     | Kemal Mešić        | BIH Bósnia e Herzegovina     | 18.84 | x     | 18.78 | 18.78     |       |
| 31   | B     | Benik Abrahamyan   | GEO Geórgia                  | 18.08 | 18.72 | 18.35 | 18.72     |       |
| 32   | B     | Ivan Emilianov     | MDA Moldávia                 | x     | x     | 17.83 | 17.83     |       |
| 33   | A     | Ivan Ivanov        | KAZ Cazaquistão              | x     | 17.38 | x     | 17.38     |       |
| 34   | B     | Eldred Henry       | IVB Ilhas Virgens Britânicas | 17.07 | x     | 17.07 | 17.07     |       |

### Final
| Pos.              | Atleta            | CON                | #1    | #2    | #3    | #4          | #5          | #6          | Resultado | Notas            |
| ----------------- | ----------------- | ------------------ | ----- | ----- | ----- | ----------- | ----------- | ----------- | --------- | ---------------- |
| Medalha de ouro   | Ryan Crouser      | USA Estados Unidos | 21.15 | 22.22 | 22.26 | 21.93       | 22.52       | 21.74       | 22.52     | Recorde olímpico |
| Medalha de prata  | Joe Kovacs        | USA Estados Unidos | 21.78 | x     | 21.52 | x           | x           | 21.35       | 21.78     |                  |
| Medalha de bronze | Tomas Walsh       | NZL Nova Zelândia  | 20.54 | 21.20 | x     | 20.75       | 21.36       | 21.25       | 21.36     |                  |
| 4                 | Franck Elemba     | CGO Congo          | 21.20 | 21.00 | 20.69 | 20.76       | 20.11       | x           | 21.20     | Recorde nacional |
| 5                 | Darlan Romani     | BRA Brasil         | 21.02 | 20.60 | 20.26 | x           | 20.61       | x           | 21.02     | Recorde nacional |
| 6                 | Tomasz Majewski   | POL Polônia        | x     | x     | 20.72 | x           | x           | 20.52       | 20.72     |                  |
| 7                 | David Storl       | GER Alemanha       | x     | 20.48 | 20.64 | x           | 20.46       | 20.60       | 20.64     |                  |
| 8                 | O'Dayne Richards  | JAM Jamaica        | x     | 20.64 | 20.34 | x           | x           | x           | 20.64     |                  |
| 9                 | Jacko Gill        | NZL Nova Zelândia  | 20.15 | 20.50 | 20.26 | Não avançou | Não avançou | Não avançou | 20.50     |                  |
| 10                | Damien Birkinhead | AUS Austrália      | 20.45 | x     | 20.02 | Não avançou | Não avançou | Não avançou | 20.45     |                  |
| 11                | Stipe Žunić       | CRO Croácia        | 19.93 | 20.04 | 19.92 | Não avançou | Não avançou | Não avançou | 20.04     |                  |
| –                 | Konrad Bukowiecki | POL Polônia        | x     | x     | x     | Não avançou | Não avançou | Não avançou | NM        |                  |

Legenda
| Recorde mundial      | Recorde mundial (World record)               |                       | Recorde africano                      | Recorde africano (African) |                                           | Q | Classificado por posição (Qualified) |
| Recorde olímpico     | Recorde olímpico (Olympic record)            | Recorde da América    | Recorde da América (Americas)         | q                          | Classificado por melhor tempo (Qualified) |   |                                      |
| Melhor marca do ano  | Melhor marca do ano (World leading)          | Recorde asiático      | Recorde asiático (Asian)              | DNS                        | Não largou (Did not start)                |   |                                      |
| Recorde nacional     | Recorde nacional (National record)           | Recorde europeu       | Recorde europeu (European)            | DNF                        | Não terminou (Did not finish)             |   |                                      |
| Recorde pessoal      | Recorde pessoal do atleta (Personal best)    | Recorde da Oceania    | Recorde da Oceania (Oceania)          | DSQ / DQ                   | Desclassificado (Disqualified)            |   |                                      |
| Recorde da temporada | Recorde da temporada do atleta (Season best) | Recorde sul-americano | Recorde sul-americano (South America) | NM                         | Sem marca (No mark)                       |   |                                      |